# Reignat
Reignat is een gemeente in het Franse departement Puy-de-Dôme (regio Auvergne-Rhône-Alpes) en telt 303 inwoners (2005). De plaats maakt deel uit van het arrondissement Clermont-Ferrand.

## Geografie
De oppervlakte van Reignat bedraagt 4,1 km², de bevolkingsdichtheid is 73,9 inwoners per km².
De onderstaande kaart toont de ligging van Reignat met de belangrijkste infrastructuur en aangrenzende gemeenten.

## Demografie
Onderstaande figuur toont het verloop van het inwonertal (bron: INSEE-tellingen).

1. ↑  Populations de référence 2022.